# Arma da fuoco subacquea

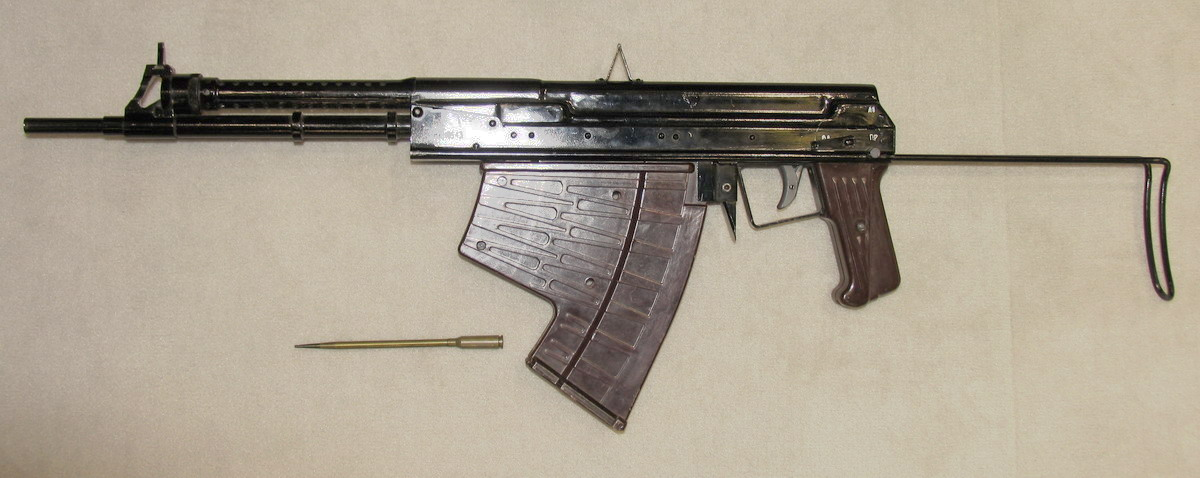
Un fucile anfibio APS, con proiettile ad arpioncino

Una arma da fuoco subacquea è un'arma da fuoco specificamente progettata per l'uso subacqueo da parte dei sommozzatori militari.
Le armi da fuoco subacquee furono inizialmente concepite durante la guerra fredda, negli anni '60 e '70 in modo da armare i sommozzatori. Queste armi sono tuttora in uso.

## Progettazione
Una caratteristica comune tra queste armi è data dal fatto che sparano arpioncini invece che proiettili convenzionali, in quanto questi non danno buoni risultati sott'acqua. Le canne non sono rigate, il proiettile sparato è tenuto in linea da effetti idrodinamici, e l'arma è alquanto imprecisa se sparata fuori dall'acqua, infine tutti i proiettili sono impermeabilizzati da una mano di lacca, per non bagnare la polvere.
Uno dei problemi principali della progettazione è la richiesta di un'arma che possa sparare sia sopra che sotto l'acqua, anche se l'ASM-DT (fucile anfibio) sembra aver risolto il problema accettando sia cartucce normali che quelle subacquee.

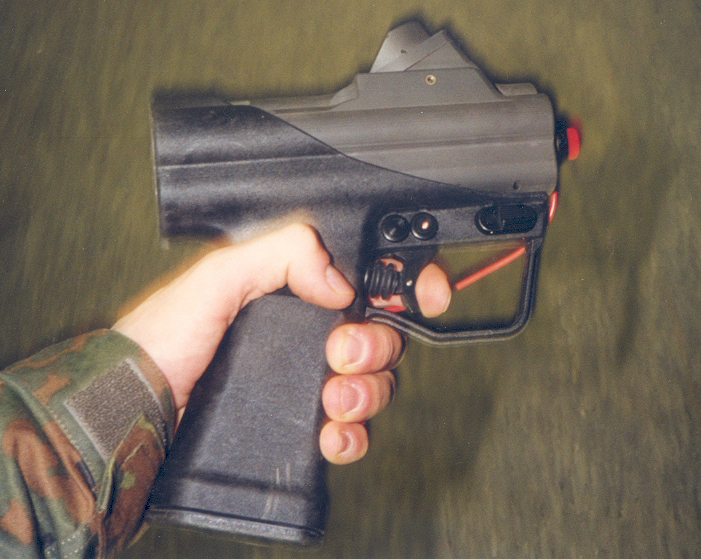
Una Heckler & Koch P11, pistola subacquea a cinque canne

I fucili subacquei sono più potenti delle pistole subacquee, ma queste possono essere più facilmente brandeggiate sott'acqua.

## Esempi

### Germania
- Heckler & Koch P11

### Unione Sovietica / Russia
- ADS (fucile anfibio)
- APS (fucile anfibio)
- ASM-DT (fucile anfibio)
- SPP-1 (pistola anfibia)

### Stati Uniti
- Mk 1 Underwater Defense Gun

Il fucile subacqueo è un tipo di arma da fuoco subacquea, ma invece che la polvere da sparo, utilizza aria compressa, elastici o molle.
Il Powerhead è un altro tipo, ma spara proiettili convenzionali direttamente a contatto del bersaglio.
Una variante del Gyrojet (fucile che spara piccoli razzi) chiamato il Lancejet fu considerato per l'uso da parte delle forze armate statunitensi, ma l'inaccuratezza dell'arma la rimosse dalla considerazione.